# Football League Championship 2008-2009
L'edizione 2008-09 della Football League Championship (detta Coca-Cola League per ragioni di sponsorizzazione) è stato il 106º campionato di calcio inglese di seconda divisione, il diciassettesimo sotto il formato attuale.

## Avvenimenti
Il campionato che prese avvio il 9 agosto 2008 vide l'iniziale supremazia dell'appena retrocesso Birmingham City, a punteggio pieno dopo tre giornate, e il prosieguo della crisi del Derby County, che ottenne la sua prima vittoria alla quinta giornata, dopo quasi un anno di astinenza. In vetta, nel turno precedente, il Wolverhampton aveva intanto affiancato, grazie ad una larga vittoria contro il neopromosso Nottingham Forest, il Birmingham City. I Wolves, primi grazie alla miglior differenza reti nei confronti dei Blues, presero il comando solitario della classifica alla settima giornata, approfittando di una sconfitta esterna del Birmingham a Blackpool.
Il Birmingham riprese la vetta solitaria al decimo turno, mantenendola per quattro giornate. A partire dalla quattordicesima giornata i Wolves furono infatti di nuovo primi, incrementando il proprio vantaggio sulla seconda nei due turni. Intanto, in zona retrocessione un Charlton in crisi si sostituì al Southampton nell'ultima posizione, per rimanervici definitivamente. Il 29 novembre ci fu in programma lo scontro diretto tra il Wolverhampton e il Birmingham: il pareggio (1-1) tra le due squadre non cambiò il quadro della situazione, che vide il Reading terzo a -13 sulla seconda e il Burnley quarto.
La settimana successiva il Birmingham, approfittando della sconfitta del Wolverhampton contro il Queens Park Rangers, si avvicinò alla vetta, ma una crisi all'inizio del girone di ritorno (due sconfitte consecutive) la ricacciò indietro, cosicché il Wolverhampton poté rimanere saldamente al comando della classifica fino all'ultima giornata. I verdetti in chiave promozione arrivarono con due turni di anticipo: assieme al Wolverhampton, fu promosso direttamente in Premier League il Birmingham City si assicurò la promozione diretta, grazie ad una sconfitta dello Sheffield United ad opera del Burnley.
Si decisero in quel turno anche i verdetti per la zona-playoff: sconfiggendo nettamente (6-0) il Cardiff City, il Preston North End si assicurò la partecipazione ai playoff, assieme allo Sheffield United, al Reading e al Burnley. Il verdetto finale dei playoff sarà in seguito favorevole al Burnley che, battendo in finale lo Sheffield United grazie ad un gol di Wade Elliott si assicurò la promozione tornando quindi in massima serie dopo trentatré anni di assenza.
In zona retrocessione, caddero in League 1 il Charlton, che alzò bandiera bianca con qualche giornata di anticipo, un Southampton in crisi finanziaria (fattore che gli procurò una penalizzazione di 10 punti: il gap, inizialmente applicato immediatamente, fu poi revocato con la retrocessione e spostato al campionato successivo) e il Norwich City.

### Allenatori esonerati, dimessi e subentrati
- QPR: esonerato Iain Dowie[2] - subentrato e dimesso Paulo Sousa[3] - subentrato Gareth Ainsworth[4]
- Watford: dimesso Aidy Boothroyd[5] - subentrato Brendan Rodgers[6]
- Charlton: dimesso Alan Pardew[7] - subentrato Phil Parkinson[8]
- Blackpool: dimesso Simon Grayson - subentrato Tony Parkes[9]
- Nottingham Forest: esonerato Colin Calderwood[10] - subentrato Billy Davies[11]
- Derby County: dimesso Paul Jewell[12] - subentrato Nigel Clough[13]
- Norwich City: esonerato Glenn Roeder[14] - subentrato Bryan Gunn[15]
- Southampton: dimesso Jan Poortvliet - subentrato Mark Wotte[16]
- Ipswich Town: esonerato Jim Magilton[17] - subentrato Roy Keane[18]

## Squadre partecipanti
- Barnsley
- Birmingham City[19]
- Blackpool
- Bristol City
- Burnley
- Cardiff City
- Charlton
- Coventry City
- Crystal Palace
- Derby County[19]
- Doncaster[20]
- Ipswich Town

- Norwich City
- Nottingham Forest[20]
- Preston N.E.
- Plymouth
- QPR
- Reading[19]
- Sheffield Utd
- Sheffield Weds
- Southampton
- Swansea City[20]
- Watford
- Wolverhampton

## Classifica finale
|  |     | Classifica finale 2008-09 | Pt | G  | V  | N  | P  | GF | GS | DR  |
|  | --- | ------------------------- | -- | -- | -- | -- | -- | -- | -- | --- |
|  | 1.  | Wolverhampton             | 94 | 46 | 25 | 19 | 2  | 90 | 20 | +70 |
|  | 2.  | Birmingham City           | 83 | 46 | 23 | 14 | 9  | 54 | 37 | +17 |
|  | 3.  | Sheffield Utd             | 80 | 46 | 22 | 14 | 10 | 64 | 39 | +25 |
|  | 4.  | Reading                   | 77 | 46 | 21 | 14 | 11 | 72 | 40 | +32 |
|  | 5.  | Burnley                   | 76 | 46 | 21 | 13 | 12 | 72 | 60 | +12 |
|  | 6.  | Preston N.E.*             | 74 | 46 | 21 | 11 | 14 | 66 | 54 | +12 |
|  | 7.  | Cardiff City              | 74 | 46 | 19 | 17 | 10 | 65 | 53 | +12 |
|  | 8.  | Swansea City              | 68 | 46 | 16 | 20 | 10 | 63 | 50 | +13 |
|  | 9.  | Ipswich Town              | 66 | 46 | 17 | 15 | 14 | 62 | 51 | +9  |
|  | 10. | Bristol City              | 61 | 46 | 15 | 16 | 15 | 54 | 54 | 0   |
|  | 11. | QPR                       | 61 | 46 | 15 | 16 | 15 | 42 | 44 | -2  |
|  | 12. | Sheffield Weds            | 61 | 46 | 16 | 13 | 17 | 51 | 58 | -7  |
|  | 13. | Watford                   | 58 | 46 | 16 | 10 | 20 | 68 | 72 | -4  |
|  | 14. | Doncaster                 | 58 | 46 | 17 | 7  | 22 | 42 | 53 | -11 |
|  | 15. | Crystal Palace            | 57 | 46 | 15 | 12 | 19 | 52 | 55 | -3  |
|  | 16. | Blackpool                 | 56 | 46 | 13 | 17 | 16 | 47 | 58 | -11 |
|  | 17. | Coventry City             | 54 | 46 | 13 | 15 | 18 | 47 | 58 | -11 |
|  | 18. | Derby County              | 54 | 46 | 14 | 12 | 20 | 55 | 67 | -12 |
|  | 19. | Nottingham Forest         | 53 | 46 | 13 | 14 | 19 | 50 | 65 | -15 |
|  | 20. | Barnsley                  | 52 | 46 | 13 | 13 | 20 | 45 | 58 | -13 |
|  | 21. | Plymouth                  | 51 | 46 | 13 | 12 | 21 | 43 | 59 | -16 |
|  | 22. | Norwich City              | 46 | 46 | 12 | 10 | 24 | 57 | 70 | -13 |
|  | 23. | Southampton               | 45 | 46 | 10 | 15 | 21 | 46 | 69 | -23 |
|  | 24. | Charlton                  | 39 | 46 | 8  | 15 | 23 | 52 | 74 | -22 |

*Preston ai play-off per maggior numero di reti segnate rispetto al Cardiff City.

### Verdetti
- Wolverhampton,  Birmingham City e  Burnley (vincitore dei playoff) promosse in Premier League 2009-10.
- Norwich City,  Southampton e  Charlton retrocesse in Football League 1.

### Squadra campione[21]
- Kevin Foley (45/1)
- Karl Henry (42/1)
- Sylvan Ebanks-Blake (41/25)
- Stephen Ward (38)
- Michael Kightly (37/8)
- Wayne Hennessey (34)
- Richard Stearman (32/1)
- David Jones (31/4)
- Chris Iwelumo (25/14)
- David Edwards (23/3)
- Andy Keogh (21/5)
- Matthew Jarvis (21/3)
- Neill Collins (20/4)
- Jody Craddock (17/1)

- Christophe Berra (15)
- Carl Ikeme (12)
- Matt Hill (12)
- Michael Mancienne (8)
- Carlos Edwards (5)
- Sam Vokes (4/6)
- Michael Gray (4/1)
- George Friend (4)
- George Elokobi (3)
- Nigel Quashie (3)
- Kyel Reid (3/1)
- Jason Shackell (3)
- Marlon Harewood (2)

- Allenatore:  Mick McCarthy

## Playoff
Aggiornata al 25 maggio 2009

### Tabellone
|  | Semifinali | Semifinali    | Semifinali | Semifinali | Semifinali |  |  | Finale        | Finale        | Finale |  |
|  |            |               |            |            |            |  |  |               |               |        |  |
|  | 6          | Preston N.E.  | 1          | 0          | 1          |  |  |               |               |        |  |
|  | 3          | Sheffield Utd | 1          | 1          | 2          |  |  | Sheffield Utd | Sheffield Utd | 0      |  |
|  | 4          | Reading       | 0          | 0          | 0          |  |  | Burnley       | Burnley       | 1      |  |
|  | 5          | Burnley       | 1          | 2          | 3          |  |  |               |               |        |  |

### Semifinali
| 8 maggio 2009, ore 20:45 UTC+1 andata                       | Preston N.E. | 1 – 1      | Sheffield Utd |  |
| \| \| \| \| \| St. Ledger 21’ \| Marcatori \| 46’ Howard \| |              |            |               |  |
|                                                             |              |            |               |  |
| St. Ledger 21’                                              | Marcatori    | 46’ Howard |               |  |

| 9 maggio 2009, ore 18:20 UTC+1 andata           | Burnley   | 1 – 0 | Reading |  |
| \| \| \| \| \| Alexander 84’ \| Marcatori \| \| |           |       |         |  |
|                                                 |           |       |         |  |
| Alexander 84’                                   | Marcatori |       |         |  |

| 11 maggio 2009, ore 20:45 UTC+1 ritorno       | Sheffield Utd | 1 – 0 | Preston N.E. |  |
| \| \| \| \| \| Halford 59’ \| Marcatori \| \| |               |       |              |  |
|                                               |               |       |              |  |
| Halford 59’                                   | Marcatori     |       |              |  |

| 12 maggio 2009, ore 20:45 UTC+1 ritorno                     | Reading   | 0 – 2                     | Burnley |  |
| \| \| \| \| \| \| Marcatori \| 51’ Paterson 58’ Thompson \| |           |                           |         |  |
|                                                             |           |                           |         |  |
|                                                             | Marcatori | 51’ Paterson 58’ Thompson |         |  |

### Finale
| 25 maggio 2009, ore 15:00 UTC+1 Finale unica  | Sheffield Utd | 0 – 1       | Burnley |  |
| \| \| \| \| \| \| Marcatori \| 13’ Elliott \| |               |             |         |  |
|                                               |               |             |         |  |
|                                               | Marcatori     | 13’ Elliott |         |  |

## Record

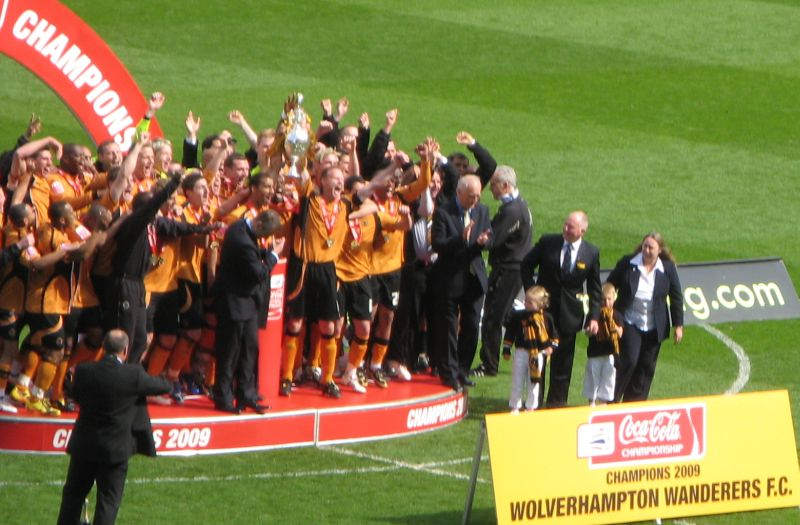
I giocatori del Wolverhampton festeggiano la vittoria dell'edizione 2008-09 della Football League Championship

- Maggior numero di vittorie:  Wolverhampton (27)
- Minor numero di sconfitte:  Birmingham City (9)
- Migliore attacco:  Wolverhampton (80 gol fatti)
- Miglior difesa:  Birmingham City (37 gol subiti)
- Miglior differenza reti:  Reading (+32)
- Maggior numero di pareggi:  Swansea City (24)
- Minor numero di pareggi:  Doncaster (7)
- Maggior numero di sconfitte:  Norwich City (24)
- Minor numero di vittorie:  Charlton (8)
- Peggiore attacco:  Doncaster  QPR (42 gol fatti)
- Peggior difesa:  Charlton (74 gol subiti)
- Peggior differenza reti:  Southampton (-23)

### Capoliste solitarie
- 3ª giornata:  Birmingham City
- 7ª-10ª giornata:  Wolverhampton
- 10ª-13ª giornata:  Birmingham City
- 14ª-46ª giornata:  Wolverhampton

## Classifica marcatori
|  | Gol | Marcatore              | Squadra       |
|  | --- | ---------------------- | ------------- |
|  | 25  | Sylvan Ebanks-Blake    | Wolverhampton |
|  | 21  | Ross McCormack         | Cardiff City  |
|  | 21  | Jason Scotland         | Swansea City  |
|  | 18  | Kevin Doyle            | Reading       |
|  | 16  | Thomas Jefferson Smith | Watford       |